# 北帝街

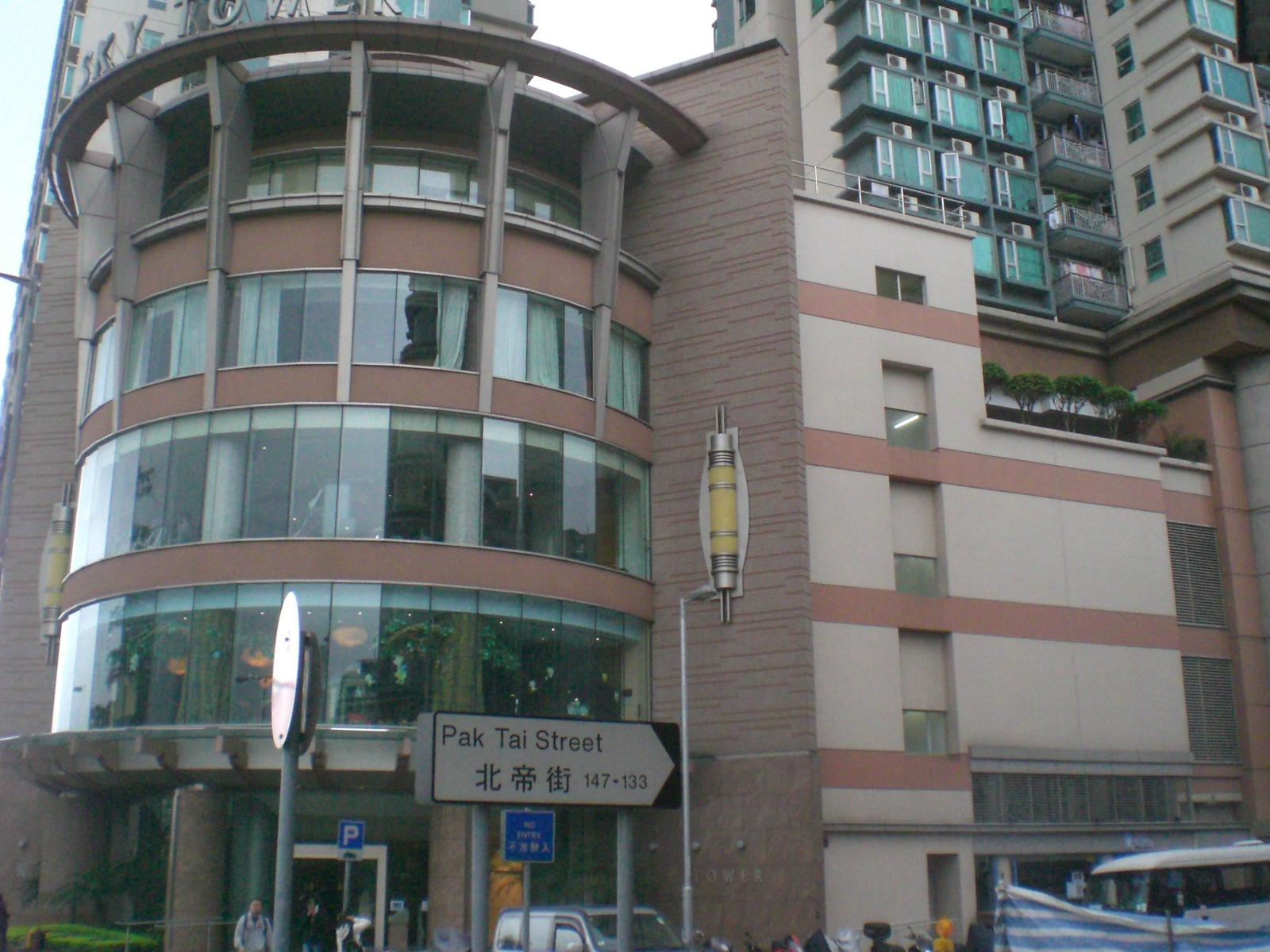
北帝街傲雲峰

北帝街（英語：Pak Tai Street）是香港九龍九龍城區馬頭涌的一條街道，連接宋皇臺道、馬頭圍道、馬頭涌道、天光道、馬坑涌道、新山道、馬頭角道及木廠街。北帝街是以位於今譚公道附近的馬頭涌上帝古廟（從1920年代到1940年代存在）來命名。

## 歷史
在1930年代，北帝街曾是「影城」，「邵氏兄弟」早期的「南洋片場」正是位於土瓜灣的北帝街。其後全球影片、四達影業、世界影片、大觀影片等公司亦先後進駐。不少香港影視作品都在該處取景，如《英雄本色》、《新不了情》、《重慶森林》以及無綫劇集《大時代》等。

## 重建
2008年2月，市區重建局開始馬頭角北帝街113-121，121A及123號的收購工作，並與中國海外集團合作，將該址發展為單幢式住宅物業「喜點」。

## 鄰近建築
- 錦堂樓/八景樓/22居
- 駿豪居
- 喜點
- 傲雲峰
- 順麗閣/勝裕閣/富民閣
- 安順大廈/福祥大廈/永德大廈
- 合成大廈/中華大廈/匯川大廈
- 順輝大廈
- 東海大樓/東寶大樓
- 東裕大樓
- 欣榮花園
- 嘉景花園
- 金都豪苑

## 外部連結
- 北帝街╱木廠街發展項目（页面存档备份，存于）
- 北帝街單位疑遭爆竊 戶主稱損失財物數十萬（页面存档备份，存于）